# Vinylacetát
Vinylacetát (systematický název ethenyl-ethanoát) je organická sloučenina, která se používá na výrobu polyvinylacetátu.

## Výroba
Hlavním způsobem průmyslové výroby vinylacetátu je reakce ethenu s kyselinou octovou a kyslíkem za přítomnosti palladia jako katalyzátoru:
C2H4 + CH3CO2H + 1/2 O2 → CH3CO2CHCH2 + H2O
Dříve se vyráběl adicí plynné kyseliny octové na acetylen za přítomnosti kovového katalyzátoru. Tímto způsobem jej, s použitím rtuťnaté soli jako katalyzátoru, roku 1912 připravil Fritz Klatte. Další možný postup spočívá v tepelném rozkladu ethylidendiacetátu:
(CH3CO2)2CHCH3 → CH3CO2CHCH2 + CH3COOH

## Polymerace
Vinylacetát může být polymerizován za vzniku polyvinylacetátu (PVA). Lze jej také v kombinaci s dalšími monomery použít na výrobu kopolymerů jako jsou ethylenvinylacetát (EVA), polyvinylchloridacetát (PVCA) a polyvinylpyrrolidon.

## Ostatní reakce
U vinylacetátu probíhá mnoho reakcí, které lze očekávat u alkenu nebo esteru. Adicí bromu vzniká 1,2-dibromvinylacetát. S halogenovodíky vinylacetát reaguje za vzniku 1-haloethylacetátů, které nelzte připravit jinými způsoby, protože neexistují odpovídající halogenalkoholy. S kyselinou octovou za přítomnosti palladiového katalyzátoru vytváří ethylidendiacetát (CH3CH(OAc)2). Transesterifikací lze z vinylacetátu získat mnoho karboxylových kyselin. U této látky rovněž probíhají Dielsova–Alderova reakce a 2+2 cykloadice.